# BLD (音楽グループ)
BLD（ビルド）は、日本のダンス&ボーカルグループ。PKP所属。

## 概要・略歴
PKP所属の男性俳優からなるダンス&ボーカルユニット。コンセプトは「一つなんだけど一つじゃない。それぞれが個性や特技を活かして多方面に活躍していくエンタメユニット」。
2024年4月14日にお披露目イベントが開催された。
2024年5月22日、デビュー曲『Look up』が配信開始。
2024年10月から、ABCラジオとOPENREC.tvが手掛ける番組『みっくすっ。』にて木曜レギュラーパーソナリティを担当。

## ディスコグラフィ

### デジタルシングル
| 配信日        | タイトル     | 作詞             | 作曲     |
| ------------- | ------------ | ---------------- | -------- |
| 2024年5月22日 | Look Up      | 松村崇、馬場嶺也 | 三善雅己 |
| 2024年10月2日 | Bon!Bon!Bon! | 佐藤瑠雅         | 三善雅己 |

## 出演

### ラジオ番組
※はインターネット配信。
- みっくす。～BLDのBon!Bon!Bon!～（2024年10月 - 、ABCラジオ[5]  ・OPENREC.tv[8]※）